# Долихосигма
Долихоси́гма (лат. dolichosigma) — патологическое удлинение сигмовидной кишки. Может быть врождённой и приобретённой. Приобретенная долихосигма является следствием механического препятствия при врожденных и приобретенных сужениях прямой кишки, а также ее повреждений.  Иногда протекает бессимптомно. Основным признаком является задержка стула, а также вздутие живота. Заболевание выявляется при ирригоскопии либо колоноскопии. В паре с кишечным колитом может вызывать серьёзные расстройства кишечника. Из-за удлинения сигмовидной кишки, происходит скапливание кала, что вызывает самоотравление организма. У больных долихосигмой часто наблюдается затруднения при дефекации. Известны случаи, когда задержки стула достигали 10 дней. Обычно это обуславливается снижением рефлекторной возбудимости дистального отдела толстого кишечника. Частота опорожнений у больных долихосигмой 1 раз в 3 дня. Принимать слабительные средства рекомендуется регулярно. Осложнения: возможно развитие обтурационной непроходимости кишечника и перитонита вследствие перфорации стенки кишки.

## Диагностика
Диагностику проводят с помощью ректороманоскопии, колоноскопии, ирригоскопии. Для больных долихосигмой характерны выпячивание передней брюшной стенки, усиленная перистальтика, при пальпации возможно прощупать сигмовидную кишку с каловыми массами. Диагноз ставят на основании комплексного обследования.

## Лечение
- Урегулирование режима питания
- Улучшение моторики кишечника с помощью процедур физиотерапии
- Лазерная терапия
- ДДТ-электростимуляция
- Очистительные клизмы
- Механическая очистка кишки
- Хирургическое вмешательство